# Fiat B.R.2
Il Fiat B.R.2 era un bombardiere biplano biposto prodotto dall'azienda italiana Fiat Aviazione nella seconda metà degli anni venti.

## Storia del progetto
Progettato dall'ingegner Celestino Rosatelli, era la seconda evoluzione dell'originale Fiat B.R. e diretto sviluppo del precedente bombardiere Fiat B.R.1.
Il B.R.2 riproponeva sostanzialmente le linee esteriori del modello precedente distinguendosi per l'impiego di un propulsore più potente, per la struttura rinforzata, il serbatoio di carburante di maggior capacità ed il carrello d'atterraggio di nuovo disegno.
Il primo prototipo fu portato in volo nel corso del 1925. Allo standard B.R.2 risultano essere stati convertiti i velivoli della versione B.R.1, mentre non è stato possibile rintracciare (nelle fonti consultate) indicazioni circa l'uscita dalla catena di montaggio di esemplari costruiti ex novo.

## Tecnica
Il B.R.2 era un biplano dalle forme, per l'epoca, classiche con struttura mista in legno e metallo; questa risulta fosse stata rinforzata rispetto ai due modelli precedenti. La fusoliera ospitava i due membri dell'equipaggio in abitacoli di tipo scoperto, disposti in tandem.
I due piani alari (di cui quello superiore con apertura leggermente più ampia) erano tra loro collegati da una serie di montanti disposti secondo lo schema della trave Warren. I piani di coda erano di tipo classico, con gli equilibratori sostenuti da controventature.
Il carrello d'atterraggio, pur presentando un disegno rinnovato rispetto al B.R.1, manteneva inalterate le principali caratteristiche: di tipo fisso, biciclo con elementi monoruota tra loro indipendenti, integrato al posteriore da pattino d'appoggio.
Elemento caratterizzante del velivolo era il nuovo motore Fiat A.25 che, pur mantenendo inalterata l'architettura dell'A.14 (dodici cilindri a V, raffreddato a liquido) installato sui predecessori, con i suoi 1 050 CV forniva un considerevole incremento (+50%) della potenza erogata.
La maggior capacità dei serbatoi di carburante e l'impianto di alimentazione del combustibile completamente rinnovato, garantivano al velivolo un sensibile incremento dell'autonomia di volo.

## Impiego operativo
Entrato in servizio nei reparti da bombardamento della Regia Aeronautica, dati relativi al 1930 indicano equipaggiasse circa 15 squadriglie, per quanto risultasse ormai datato. Ulteriori, ma non dettagliati, interventi di miglioria consentirono al velivolo di rimanere in operatività ancora per qualche anno.
Proprio a partire dal 1930 venne affiancato nei reparti dalla successiva versione B.R.3, ultima rappresentante della famiglia di macchine concepite dodici anni prima, con la nascita del Fiat B.R..

## Utilizzatori
Italia
- Regia Aeronautica